# Laccaria laccata
Laccaria laccata (Giovanni Antonio Scopoli, 1772 ex Mordecai Cubitt Cooke, 1884), denumită în popor pâlnie brumată, puiuț, sau ciupercă de mușchi este o  specie de ciuperci comestibile din încrengătura Basidiomycota în familia Hydnangiaceae și de genul Laccaria care coabitează, fiind un simbiont micoriza (formează micorize pe rădăcinile arborilor). Această specie foarte comună se dezvoltă în România, Basarabia și Bucovina de Nord în mod general pe soluri mai sărace în substanțe nutritive, în grupuri numeroase - foarte rar și solitar, în locuri umede și răcoroase din păduri de conifere și  de foioase, adesea pe marginea drumurilor, prin pășuni și parcuri, preferând simbioza cu rădăcinile de alun, arin negru, brad, carpen, fag, larice, mesteacăn pitic sau pin. La vreme potrivită apare din iunie până în octombrie (noiembrie).
Numele epitetului este derivat din cuvântul latin (latină laccatus= lăcuit, strălucitor), deși această proprietate nu corespunde în niciun fel aspectului acestei ciuperci cu suprafața ei mată.

## Descriere

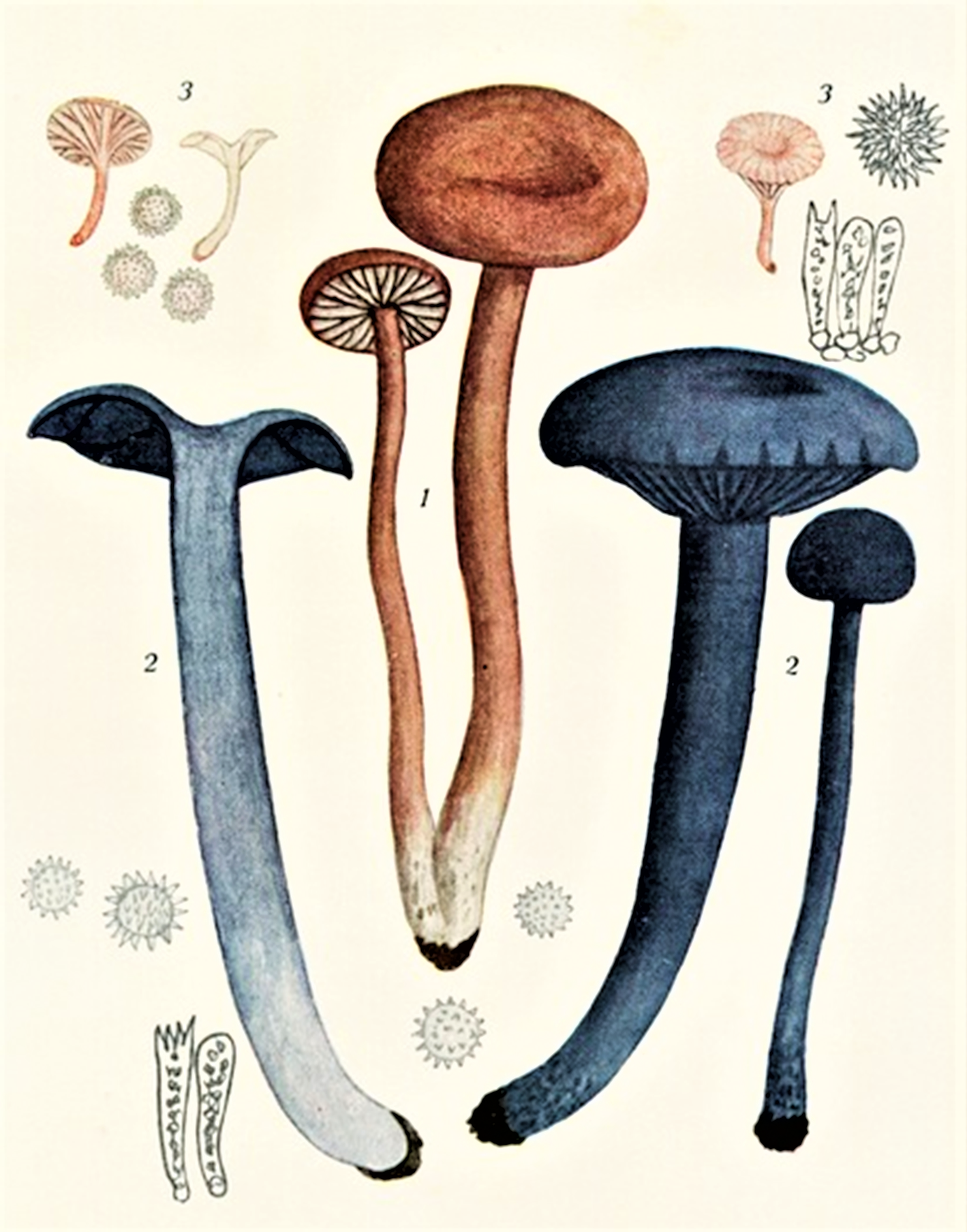
Bres.: Clitocybe laccata, img. 1

- Pălăria: are un diametru de 2-5 (7) cm, este destul de subțire, inițial convexă, apoi întinsă cu centrul pălăriei deprimat (în formă de pâlnie sau ombilic). Marginea este umedă și ușor brăzdată, la maturitate încrețită grosolan și ondulată neregulat. Cuticula este mat fibroasă până fin solzoasă. Culoarea tinde între ocru-maroniu deschis, peste ruginiu până la roșiatic, dar există și exemplare cu cuticulă rozalie câteodată cu tonuri pronunțat violete. Ea se decolorează la bătrânețe, devenind chiar albicioasă. Buretele este foarte variabil deoarece modifică aspectul său în stare uscată și, prin urmare, este foarte dificil de determinat.
- Lamelele: sunt groase, ceva ondulate, clar distanțate între ele, cu lamele intermediare și incomplete, decurente la picior, la maturitate bombate, de aceeași culoare cu pălăria și acoperite în vârstă de o pulbere fină, albicioasă de spori.
- Piciorul: este mereu mai lung ca diametrul pălăriei cu o înălțime de 5-10 cm și cu o lățime de 0,4-1 cm destul de subțire, fiind plin, fibros, cilindric,  adesea sinuos, curbat și fără inel. El este de aceeași culoare cu pălăria.
- Carnea: este subțire în partea pălăriei și fibroasă în cea a piciorului, de culoarea pălăriei și piciorului respectiv. Mirosul este plăcut și aromatic (amintind ușor de cel al Clitocybe nebularis) și gustul dulceag.
- Caracteristici microscopice: are spori rotunjori până ovoidali, punctați țepos, sub microscop hialini (translucizi), cu o mărime de 7-9,5 x 6-7,5 microni. Pulberea lor este albicioasă cu ușoare tonuri liliacee.[5][6]
- Reacții chimice: Cuticula și piciorului se colorează cu Hidroxid de potasiu maro și carnea cu tinctură de Guaiacum slab albăstrui.[8]

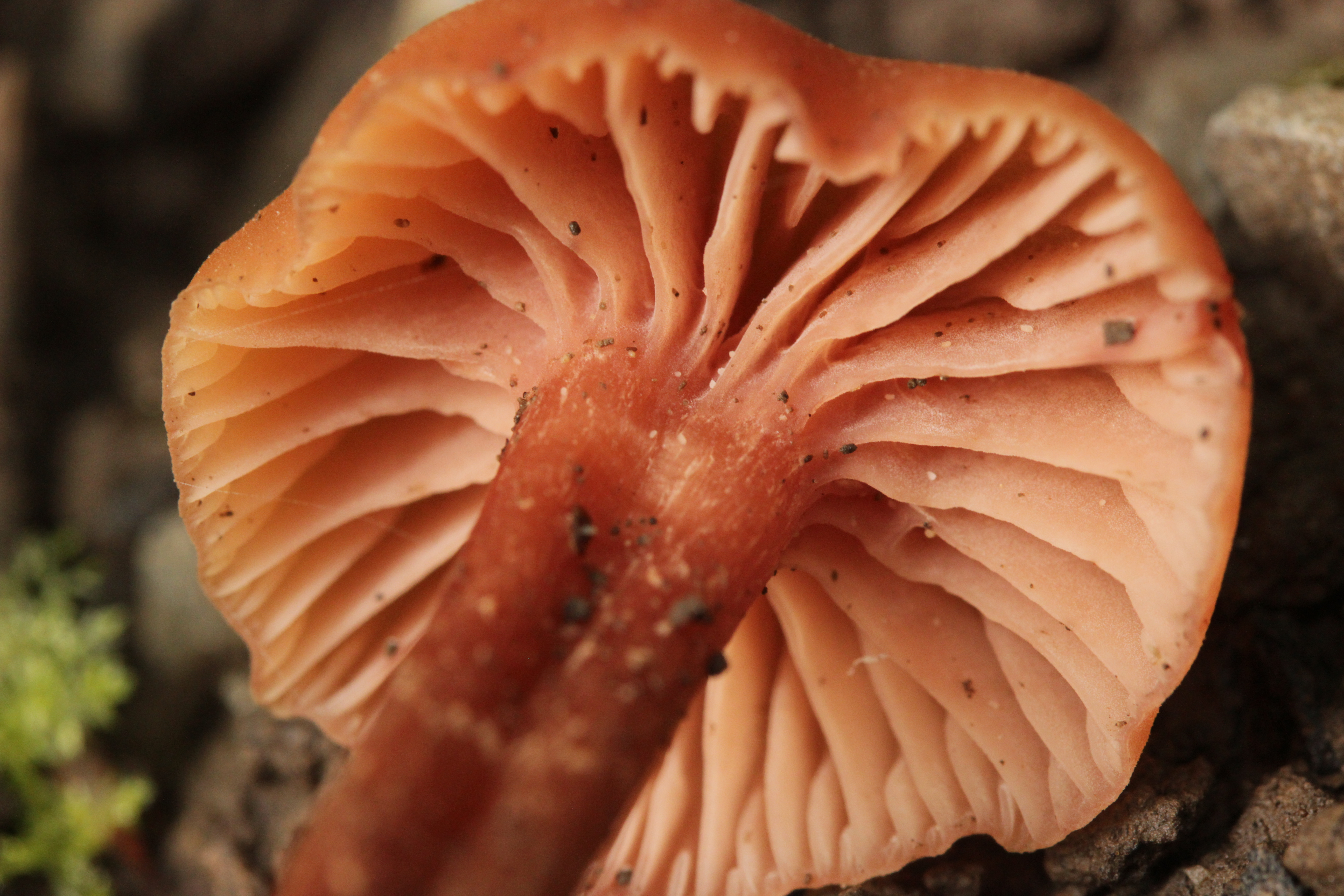
L. laccata, lamele și picior
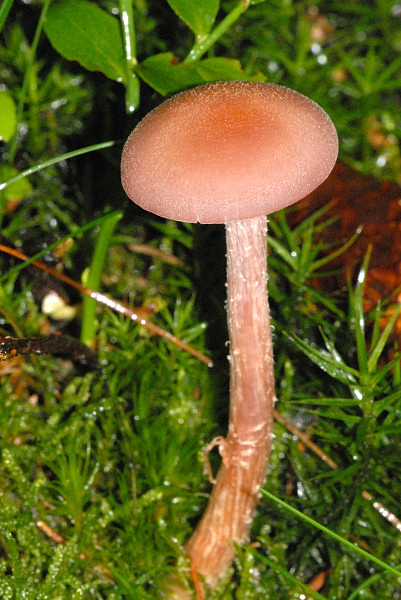
L. laccata tânără
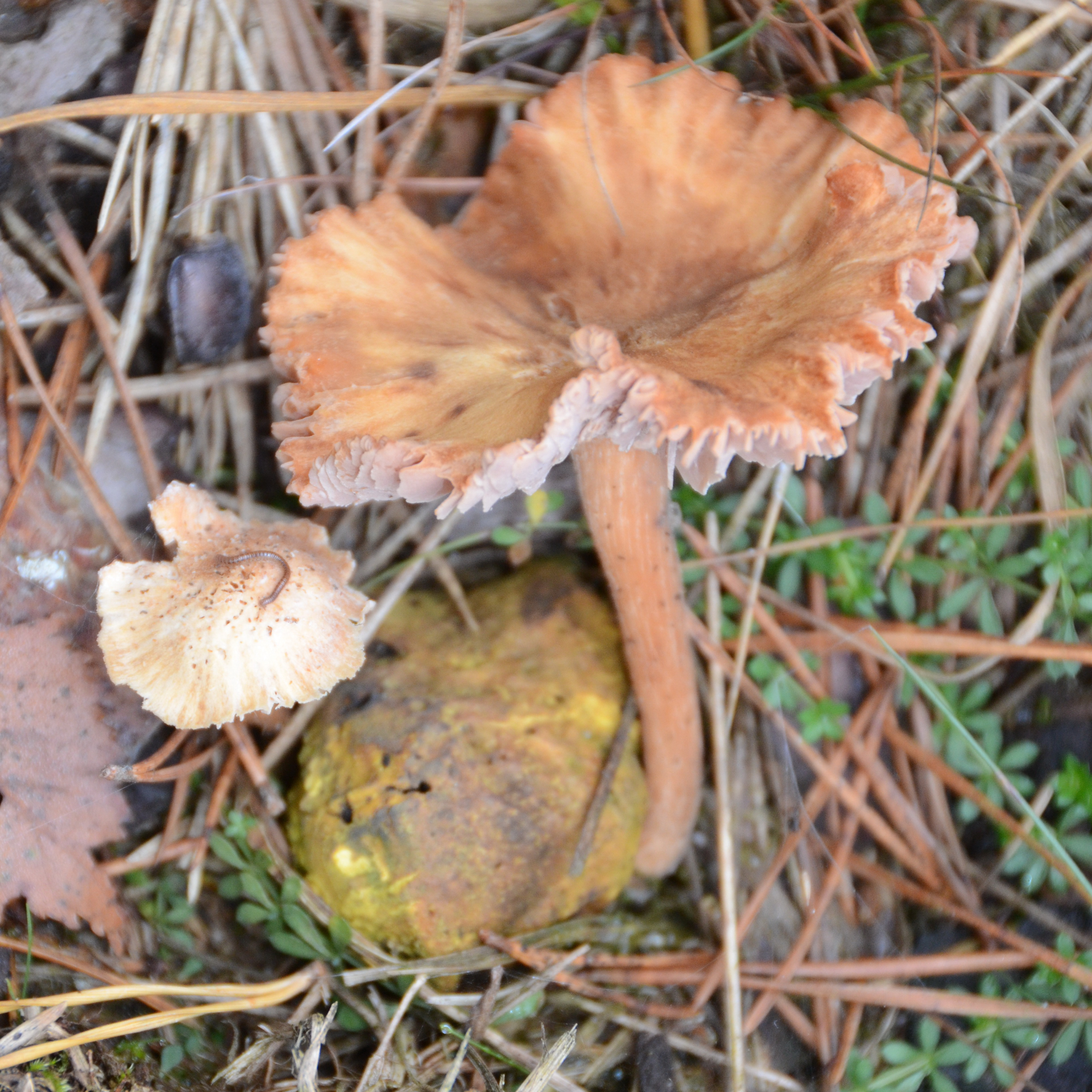
L. laccata bătrâne
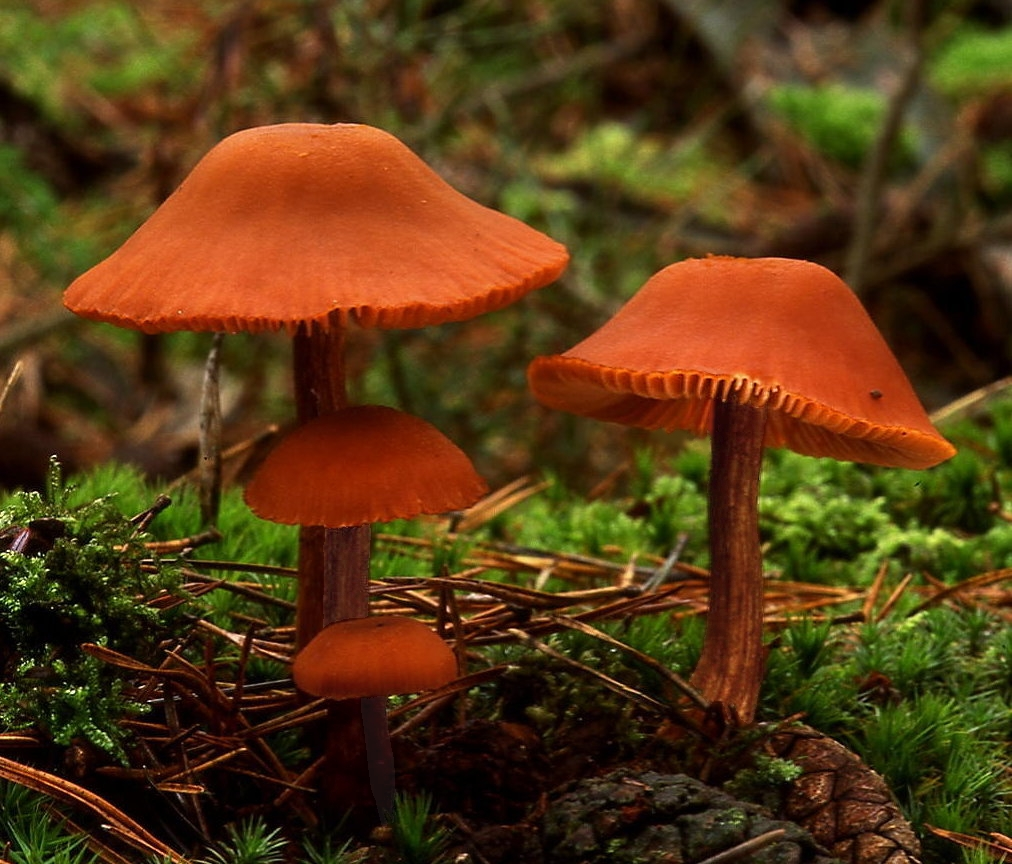
L. laccata roșiatică
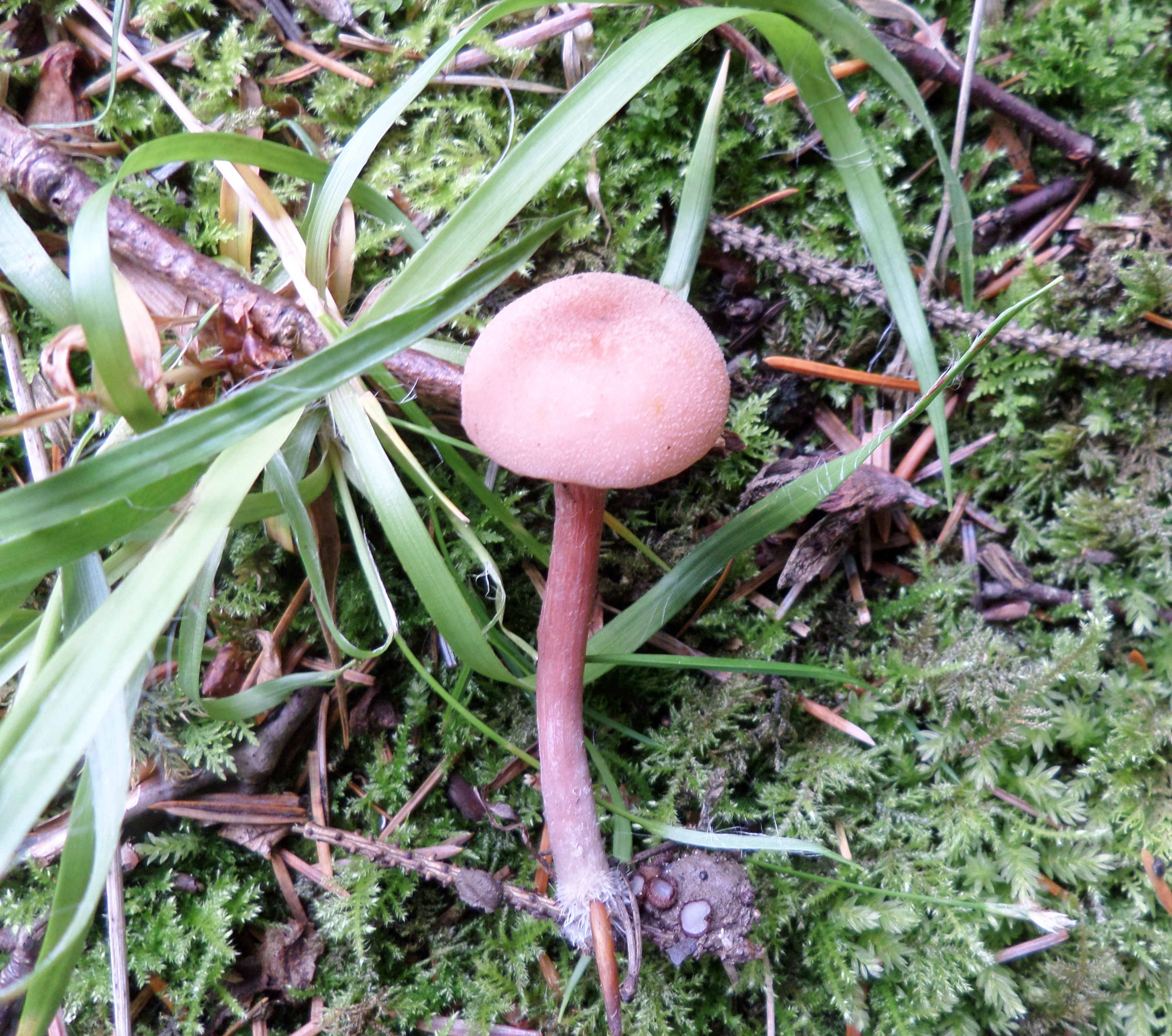
L.laccata rozalie

## Confuzii
Buretele poate fi confundat cu multe alte specii, între altele cu forme mai deschise ale Laccaria amethystina (comestibilă), Laccaria proxima (comestibilă), Clitocybe rivulosa (mortală, mai deschisă, cu lamele dense și fără miros), mai departe cu Cuphophyllus lacmus (comestibil), Gymnopus dryophilus sin. Collybia dryophila (comestibil), Gymnopus peronatus sin. Collybia peronata (necomestibilă, foarte iute), Cortinarius sanguineus (otrăvitor), Cortinarius semisanguineus (otrăvitor), Inocybe cookei (otrăvitor, miros slab fructuos), Inocybe geophylla var. lilacina (otrăvitoare), Laccaria maritima (comestibilă), Laccaria proxima (comestibilă), Laccaria tortilis (comestibilă), Marasmius alliaceus sin. Mycetinis alliaceus, (burete de condimentare, crește mai mult prin păduri luminoase de fagi, miros puternic de usturoi), Marasmius oreades (comestibil) Marasmius lupuletorum sin. Marasmius torquescens (necomestibil, cu miros plăcut dar foarte fibros, crește pe bușteni de fagi, piciorul fiind albastru-negricios), Marasmius wynnei (necomestibil, pe trunchiuri în putrefacție, cu tonuri mai violete, gust și miros cam neplăcut de țărână) sau Mycena pura (condiționat comestibilă, ușor otrăvitoare, miros de ridichi).

## Specii asemănătoare în imagini

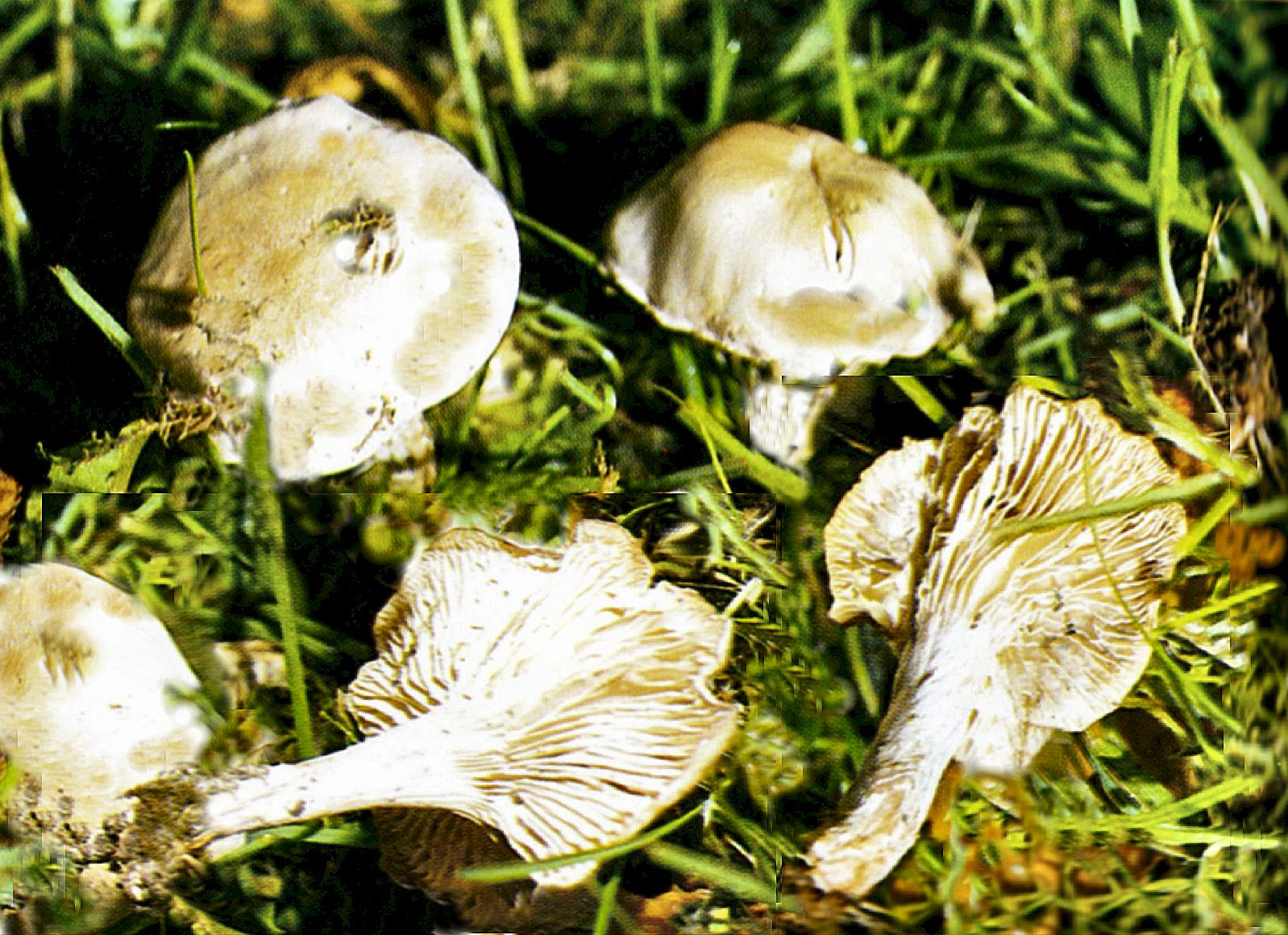
!!!Clitocybe rivulosa!!!
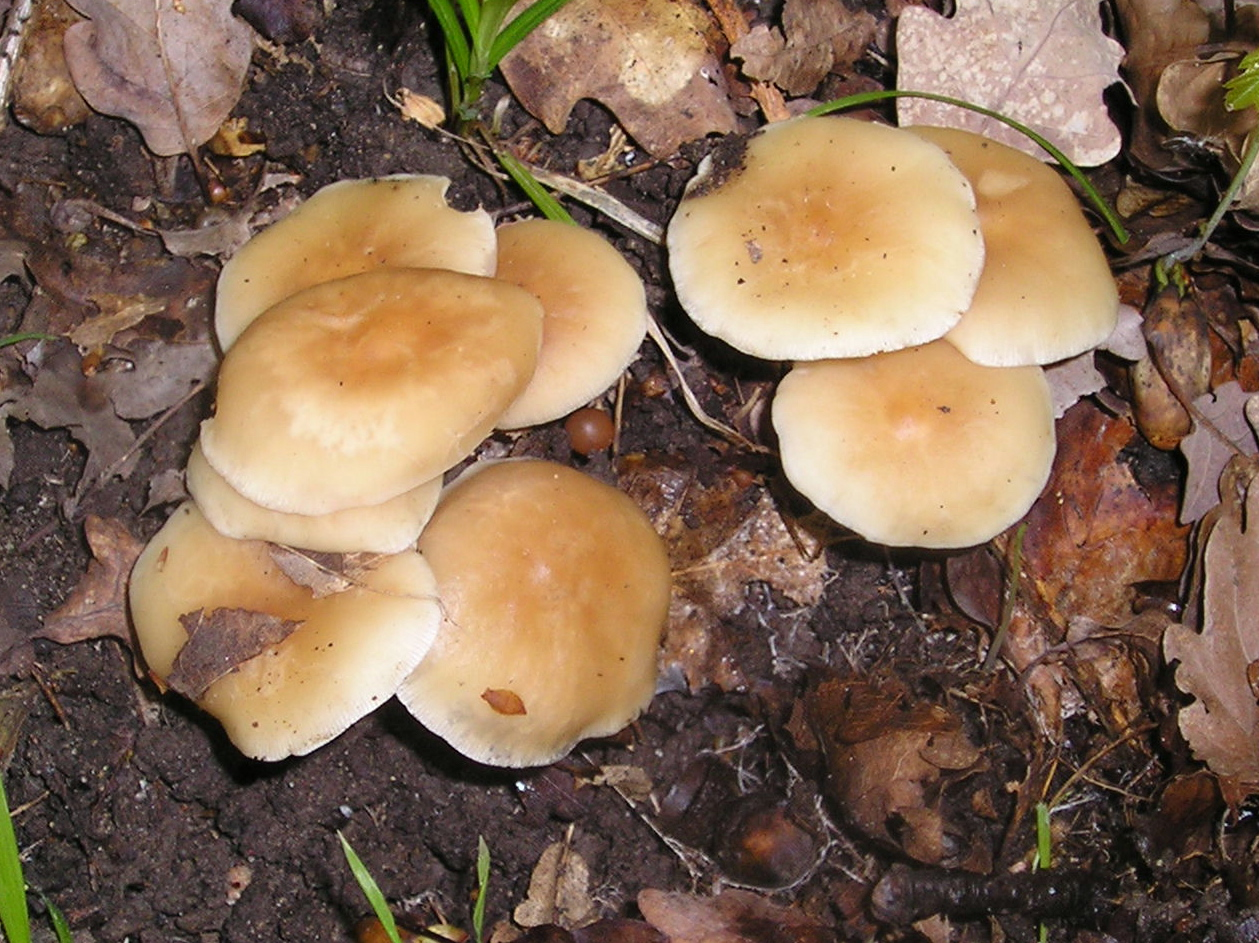
Collybia dryophila sin. Gymnopus dryophilus
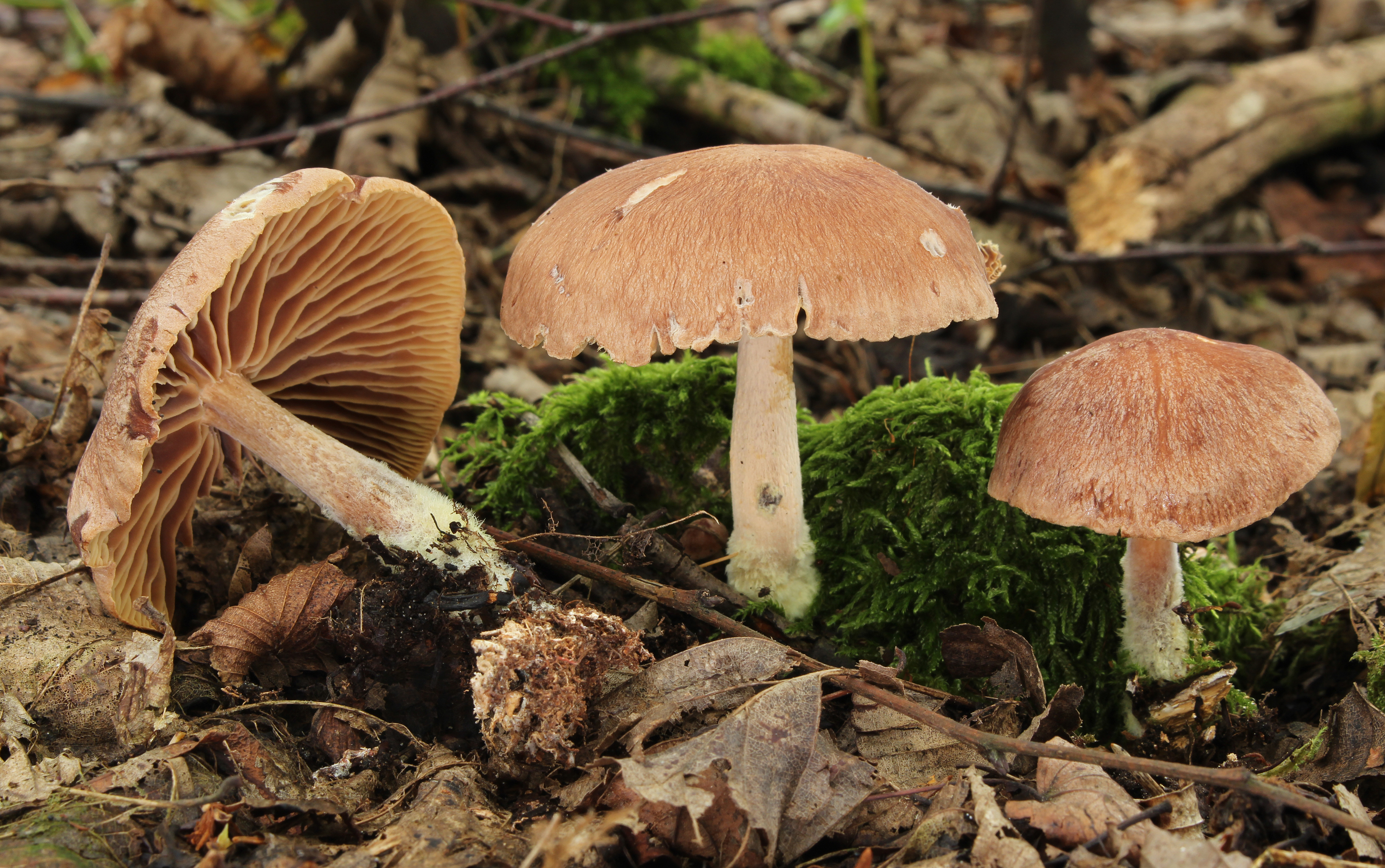
!Collybia peronata sin. Gymnopus peronatus!
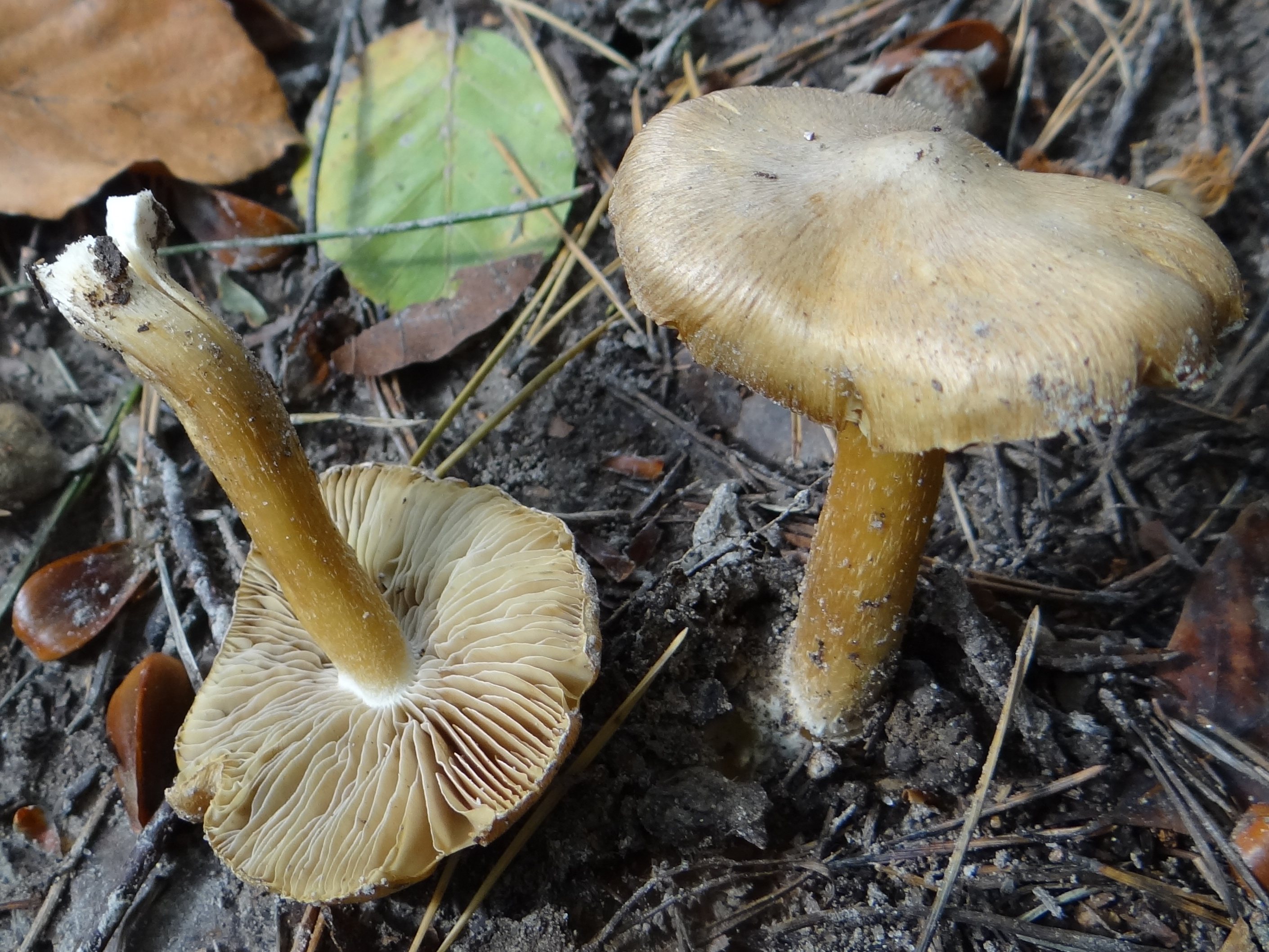
!! Inocybe cookei!!
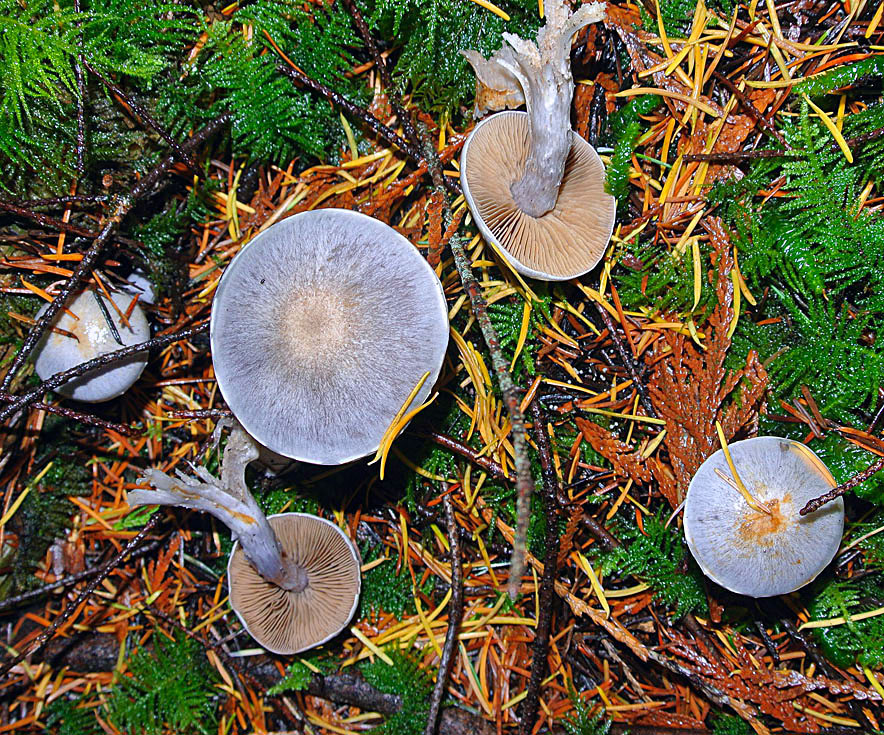
!!Inocybe lilacina!!
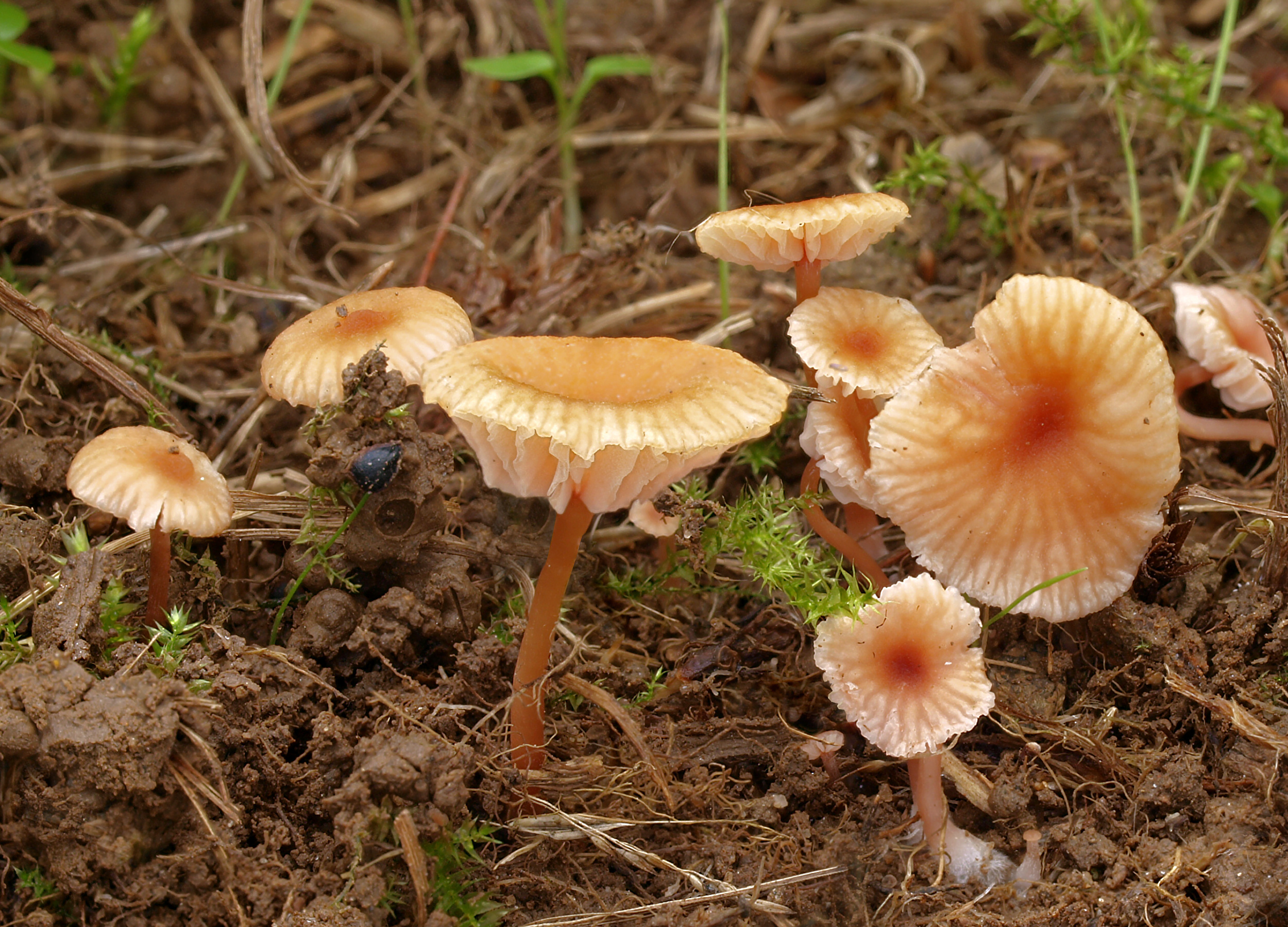
Laccaria tortilis

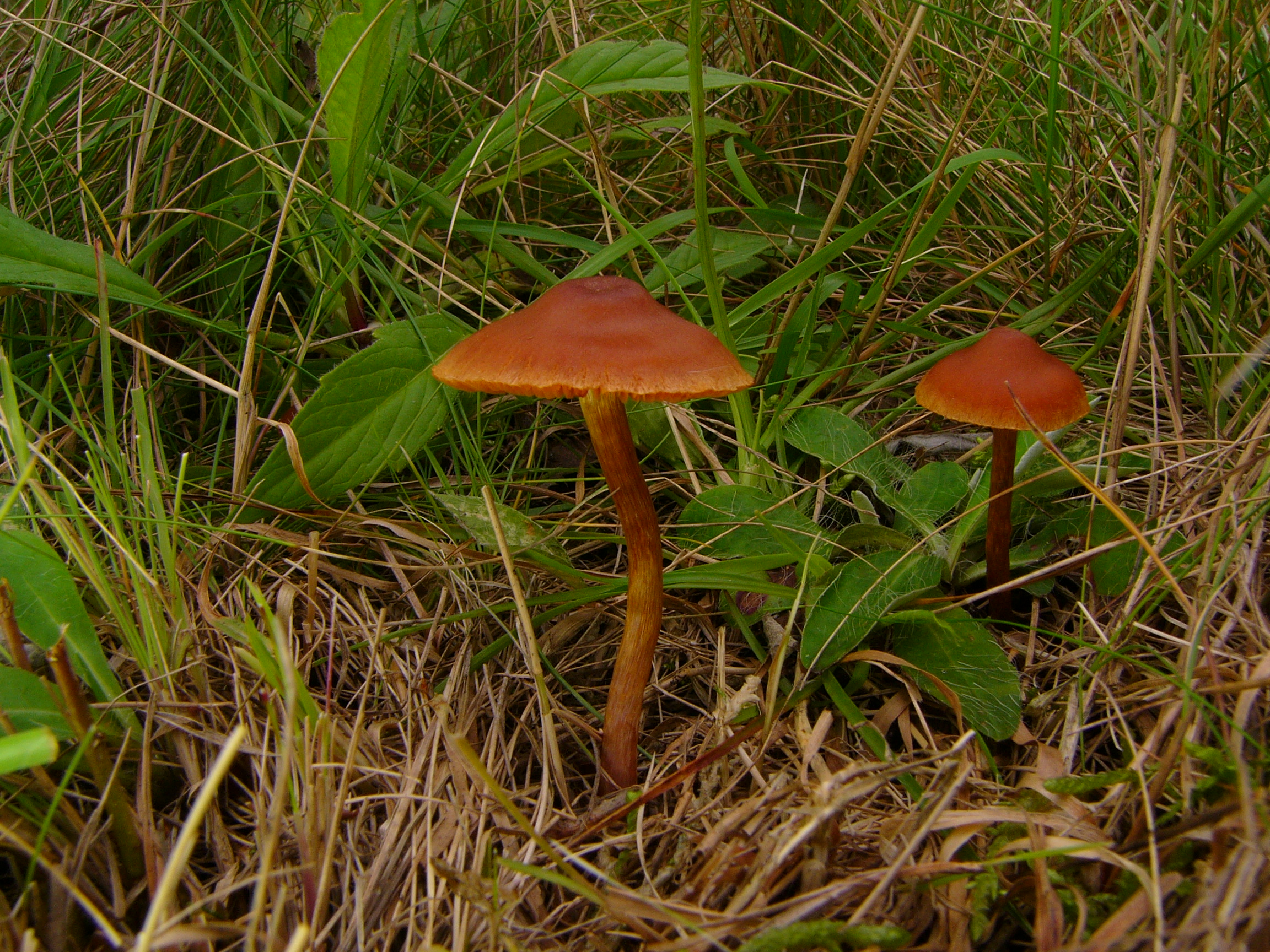
!! Cortinarius sanguineus!!
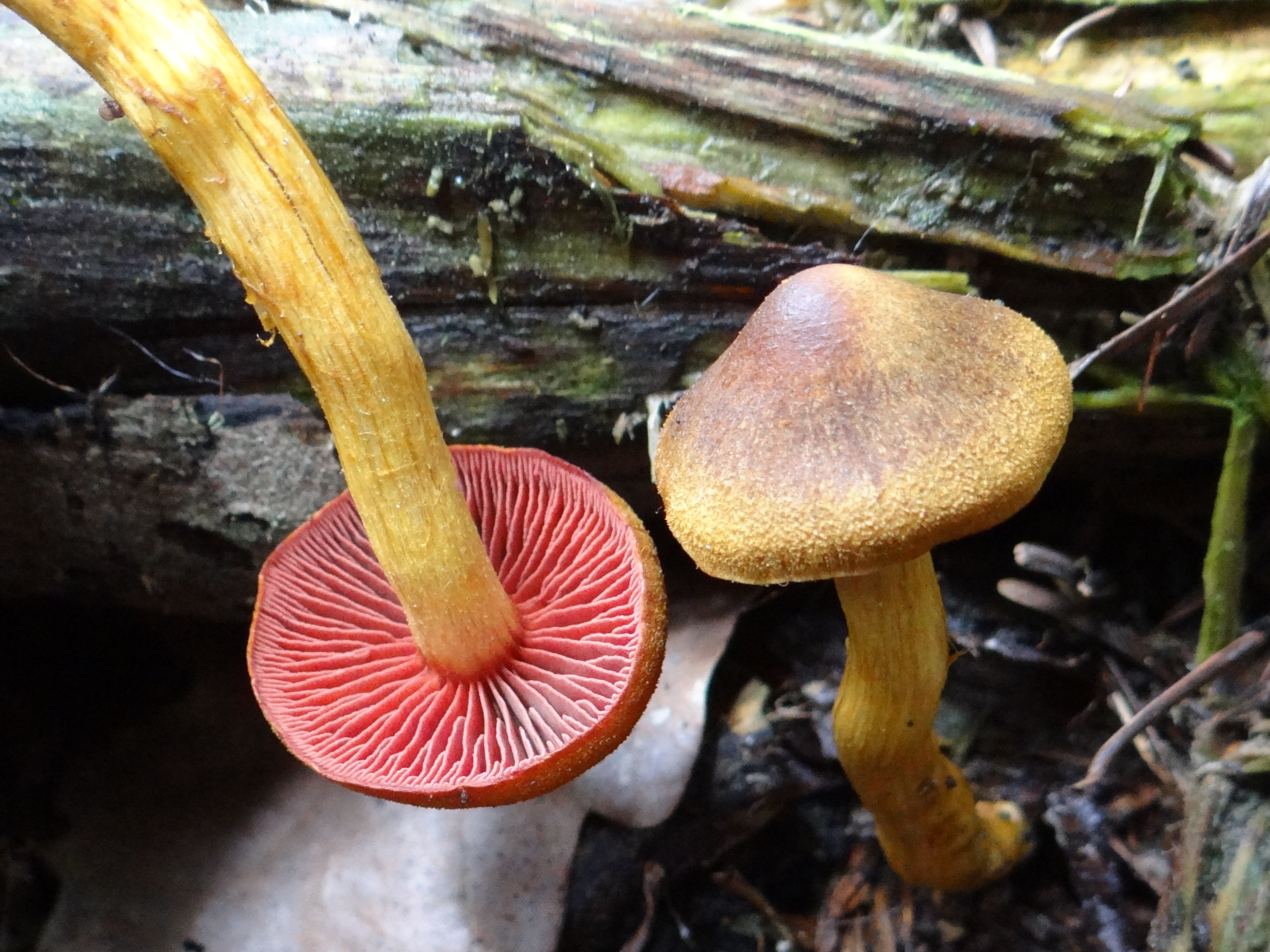
!!Cortinarius semisanguineus!!
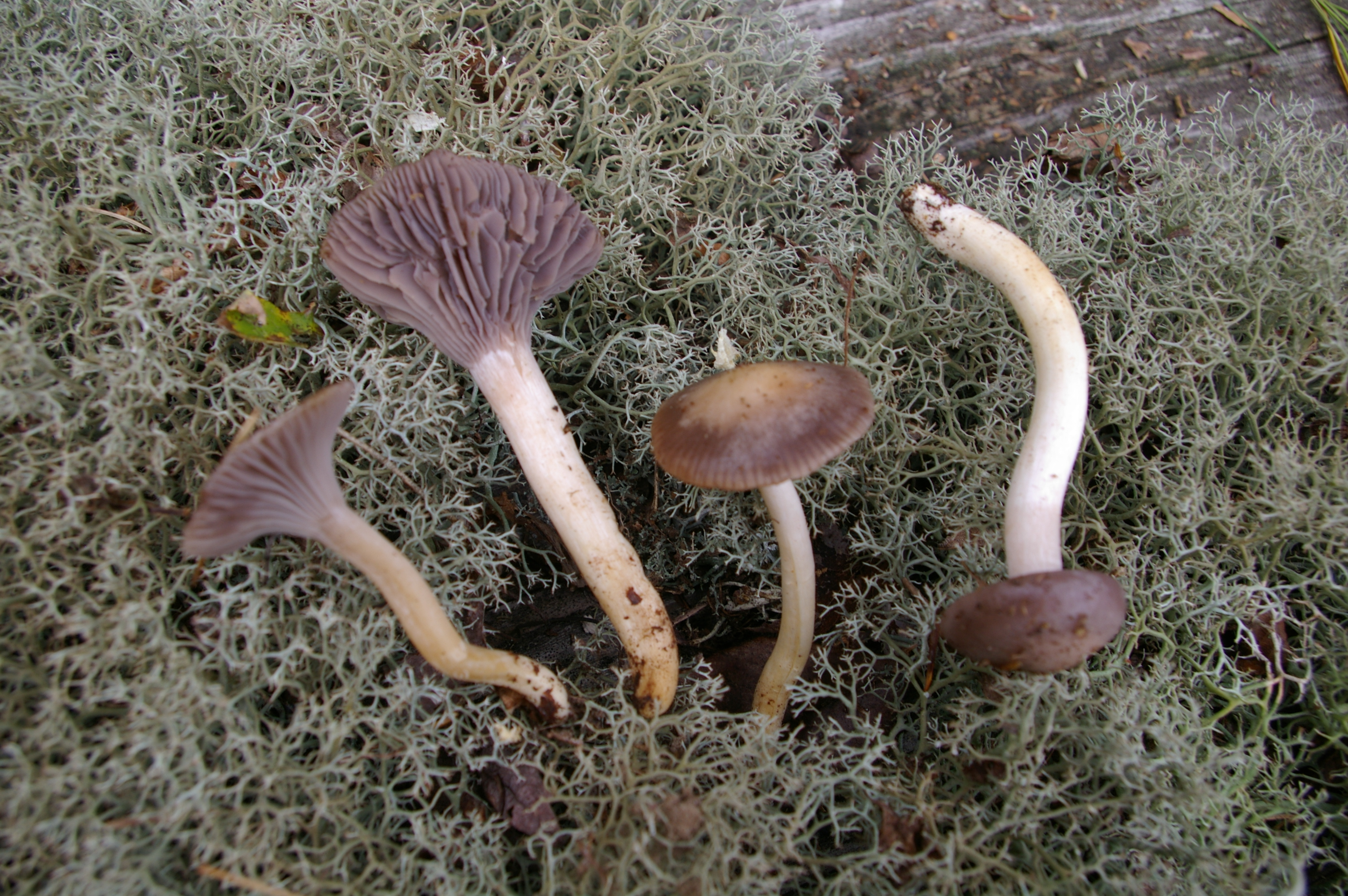
Cuphophyllus lacmus
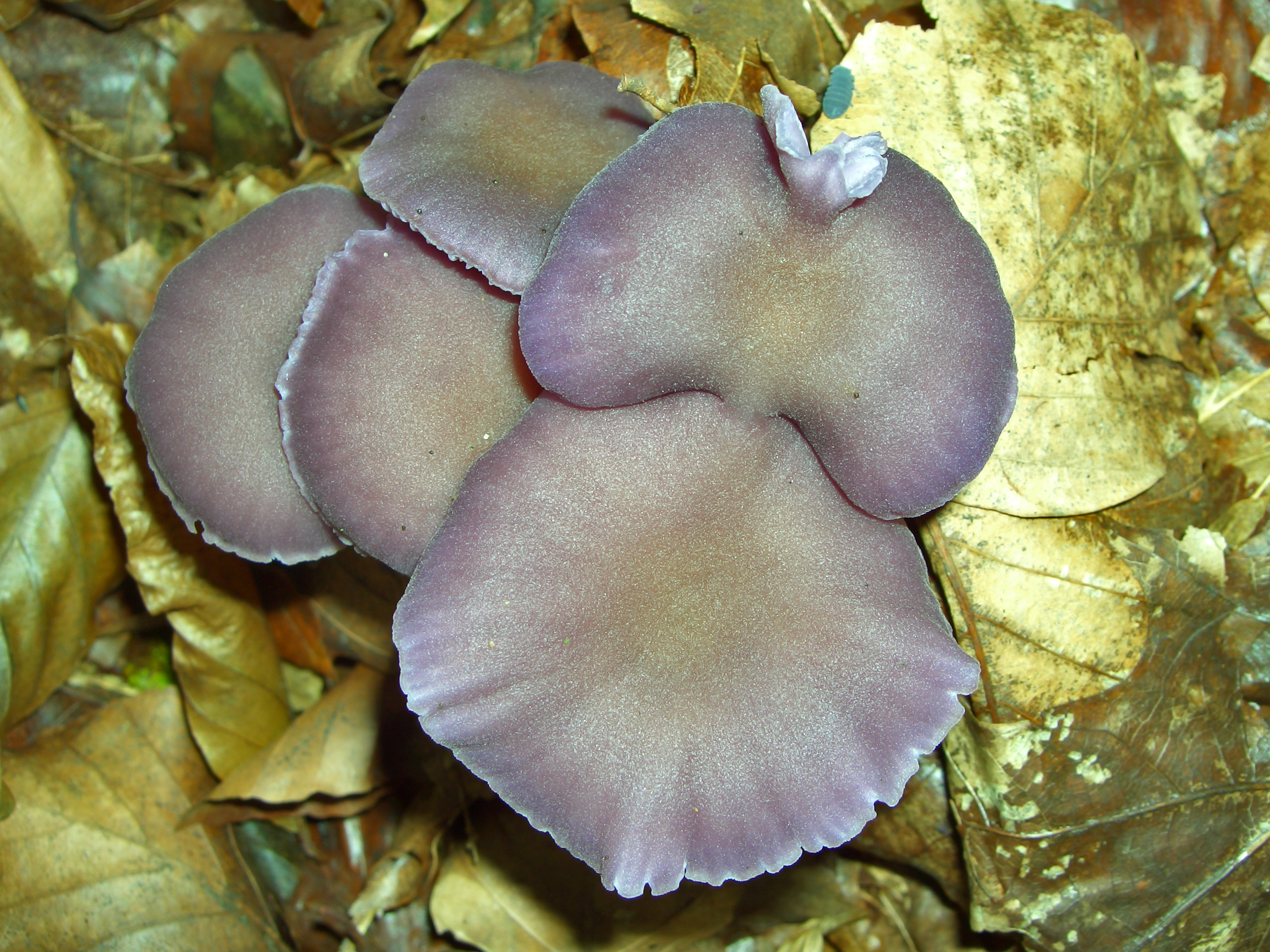
Laccaria-amethystina-381
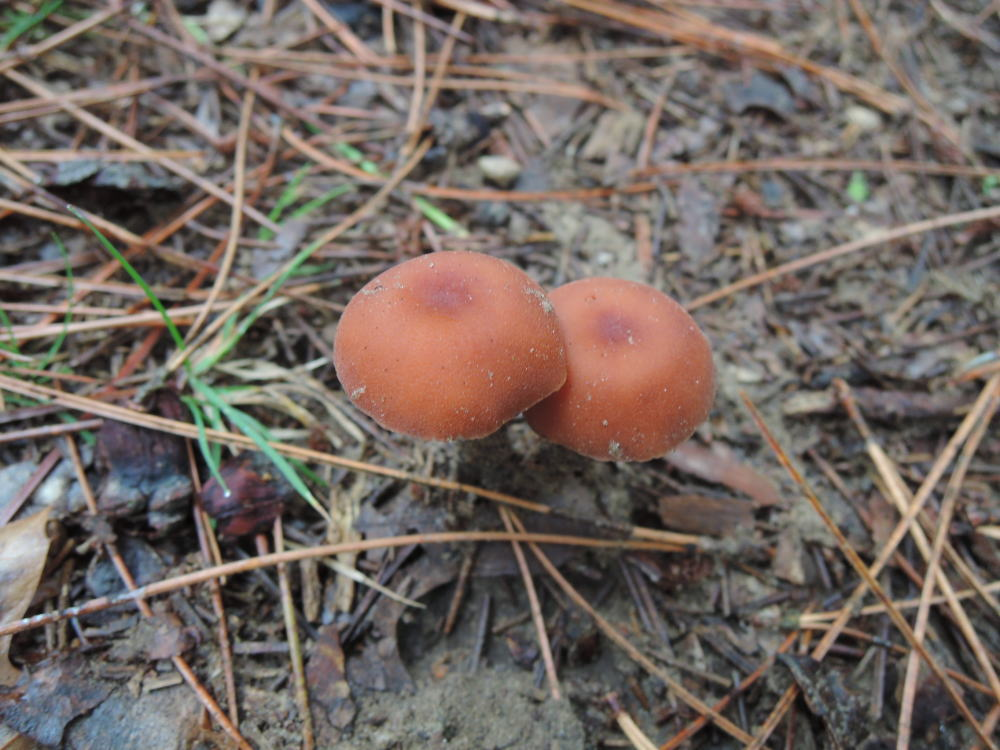
Laccaria maritima
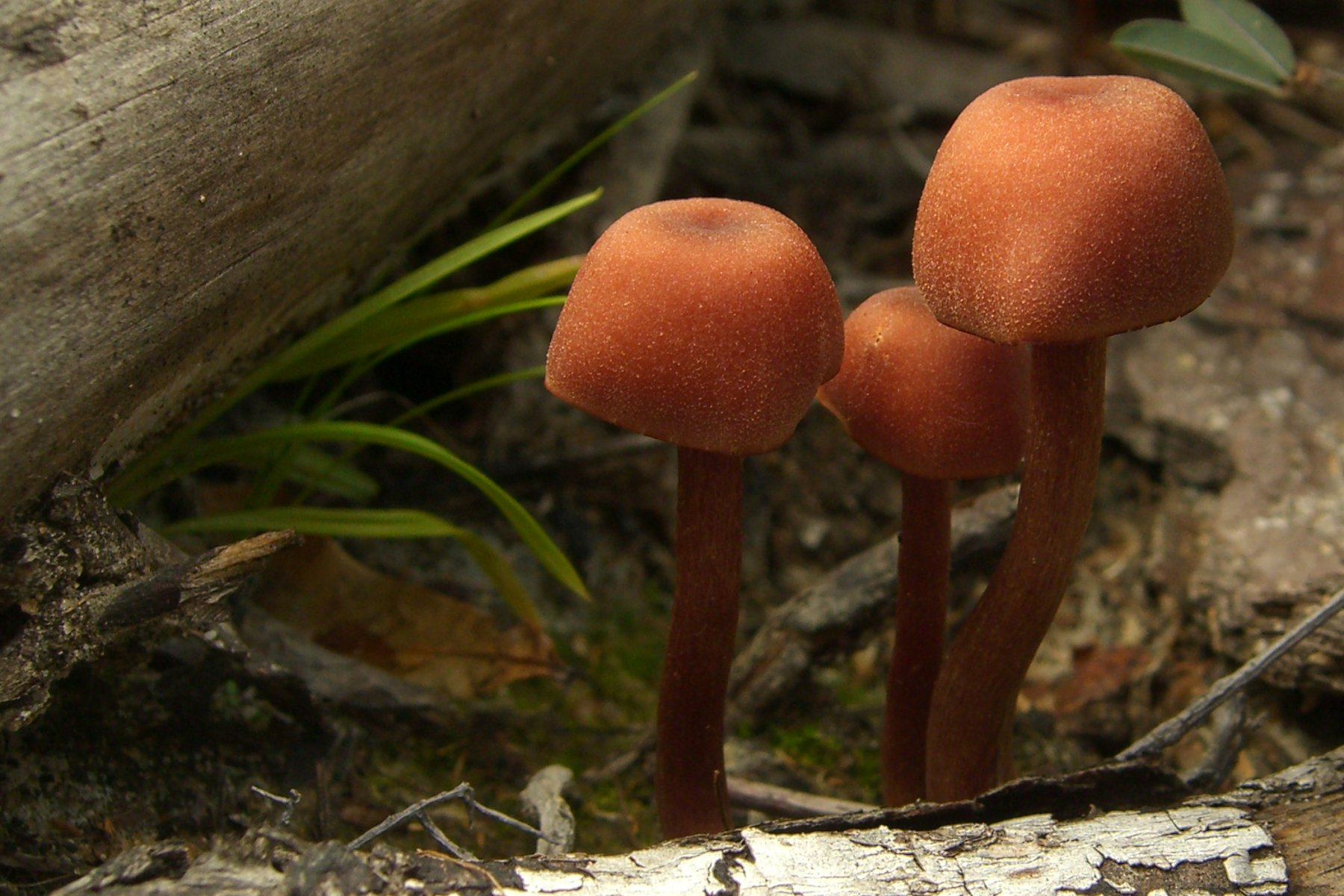
Laccaria proxima

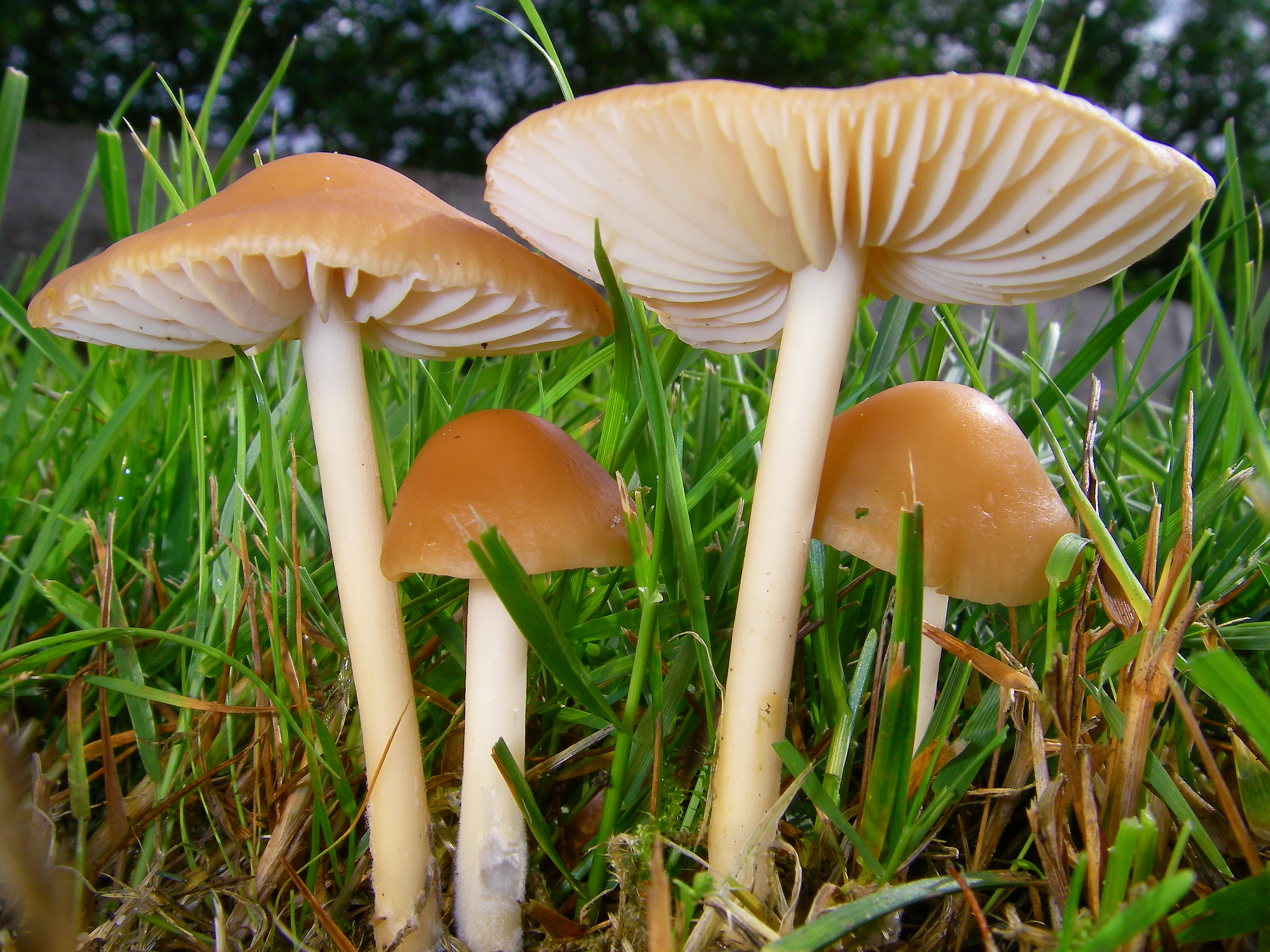
Marasmius oreades
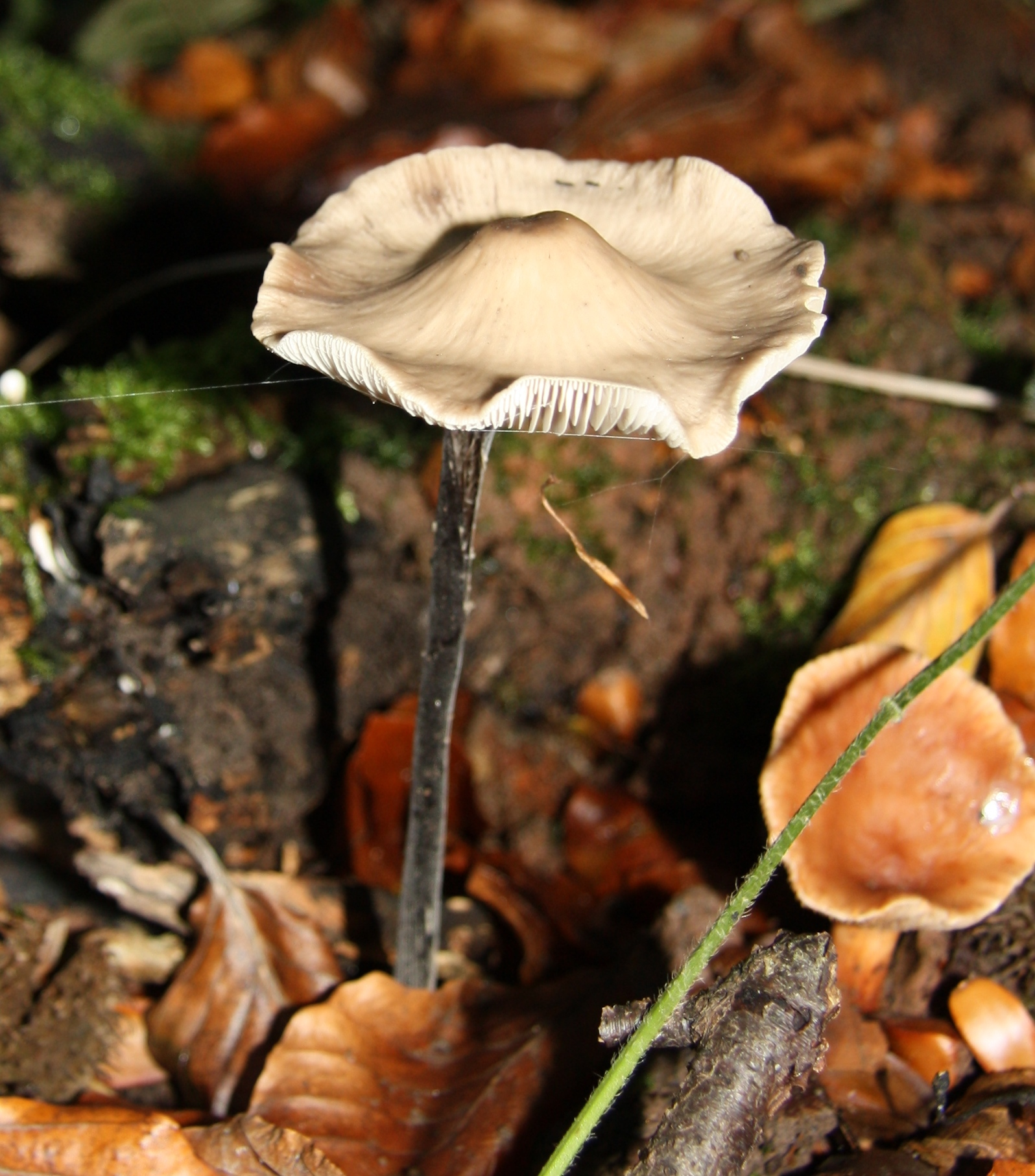
Marasmius alliaceus sin. alliaceus
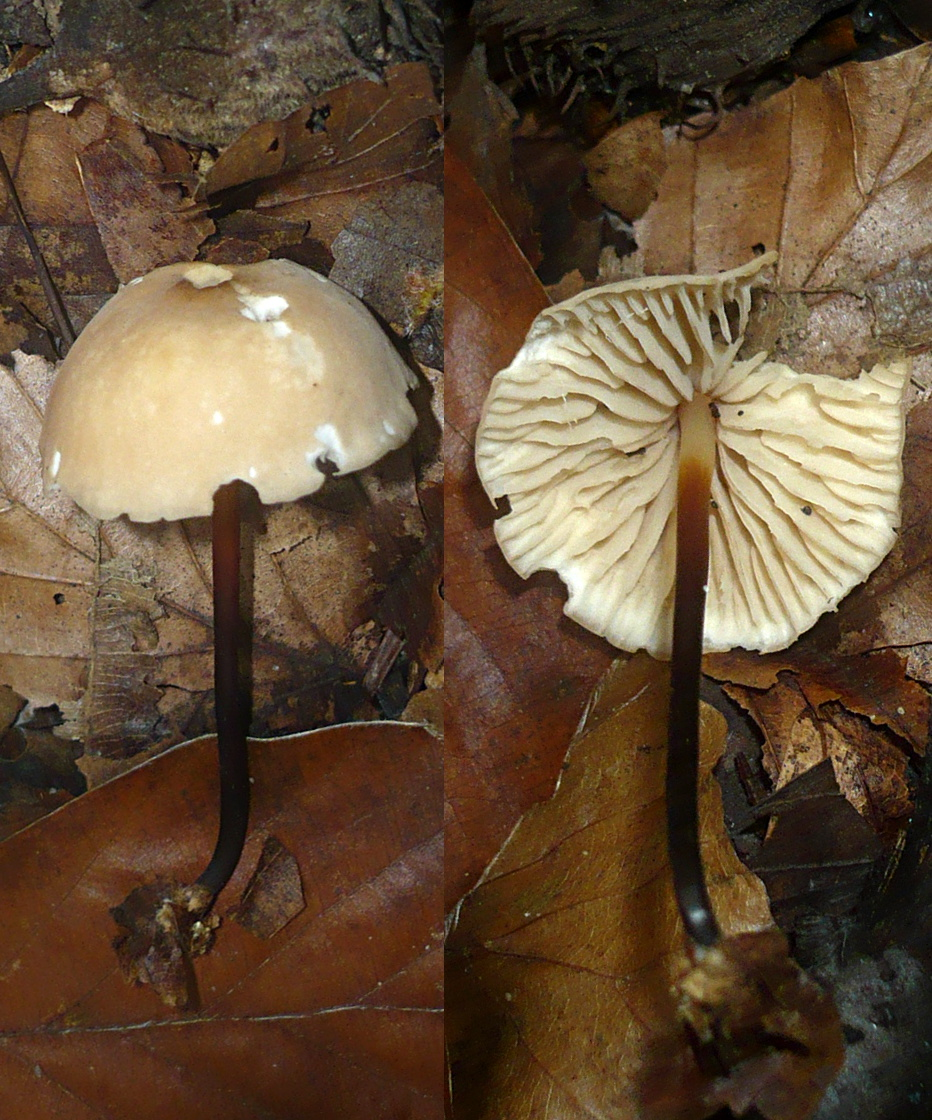
!Marasmius lupuletorum sin. torquescens!
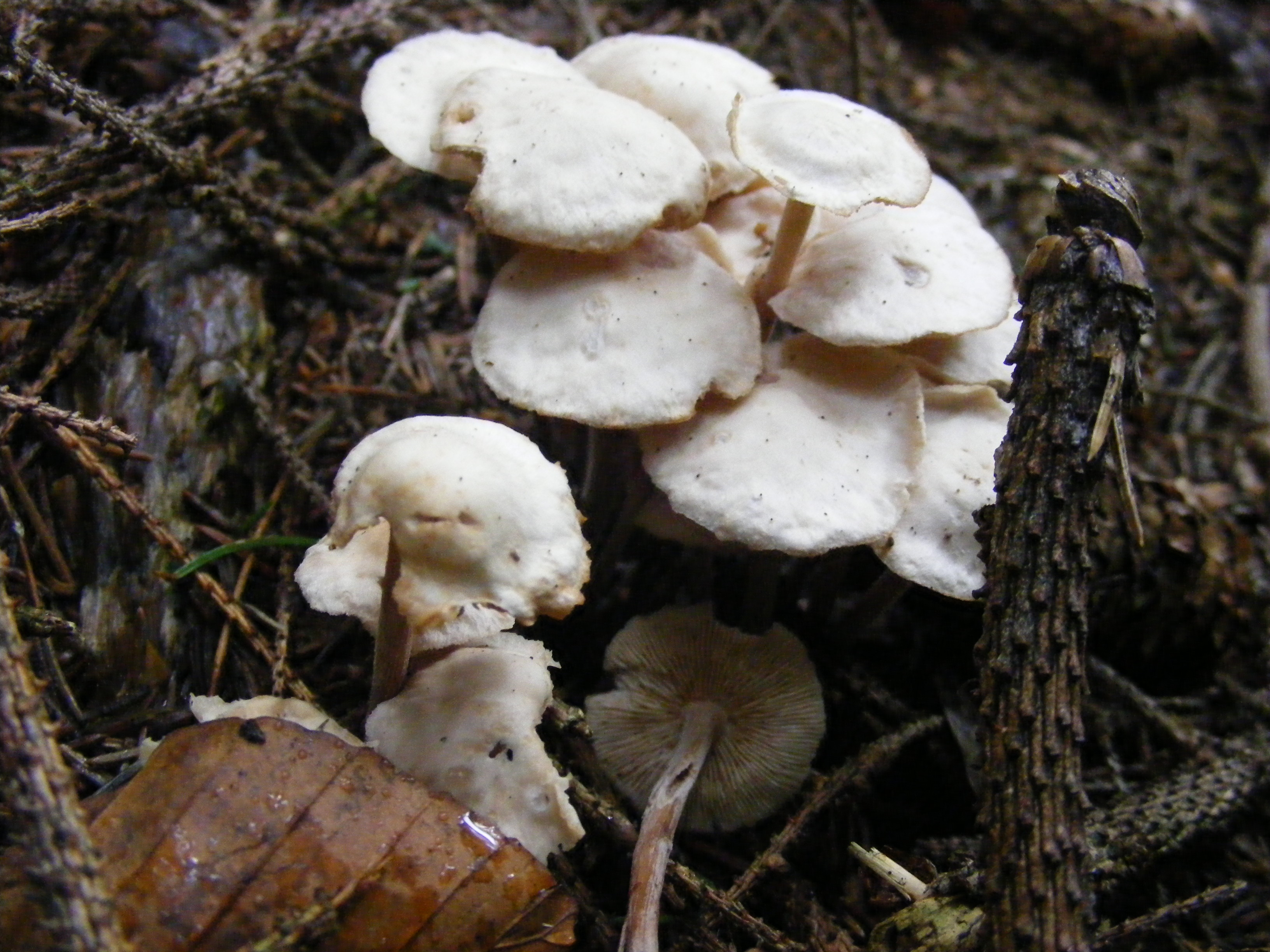
!Marasmius wynnei!
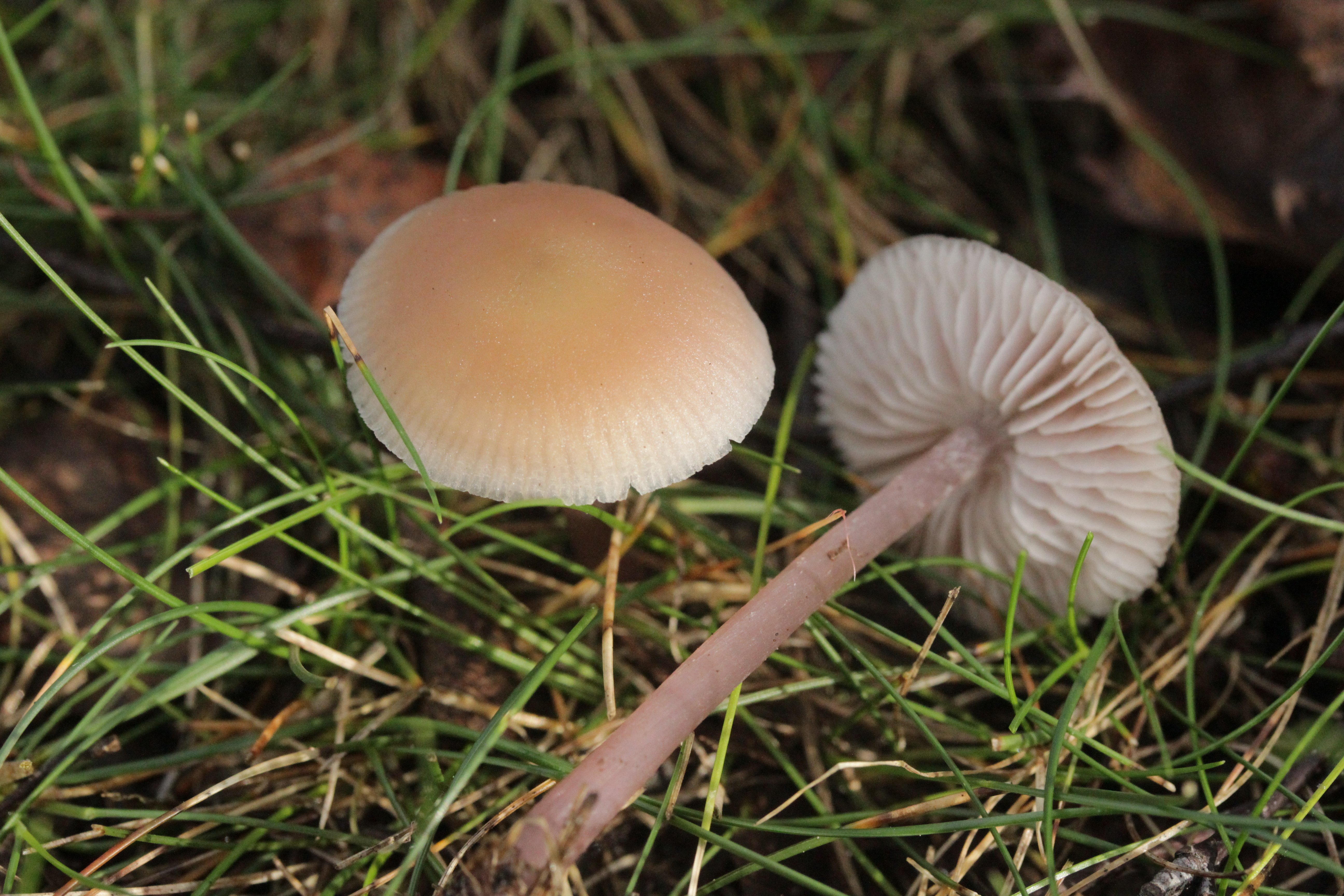
!Mycena pura!

## Valorificare
Pâlnia brumată este o ciupercă destul de delicioasă. Deși mică, crește mereu în cantități respectabile. Astfel este adesea culeasă și consumată, dar confuzia cu ciuperci otrăvitoare sunt posibile (datorită marii variabilități). Ea poate fi preparată și consumată ca buretele de rouă.